# ネクスト (芸能プロダクション)
株式会社ネクストは、東京都渋谷区に所在する日本の芸能プロダクションである。
芸能部門にネクストプロモーションがあり、川上さり、山口真奈、鈴木愛梨などのタレント・グラビアアイドルやアイドルユニット「パステル☆ジョーカー」を擁する。

## 主な所属タレント
- 川上さり
- 山口真奈
- 中川智恵
- 相葉芽依
- 鈴木愛梨
- 森 優希
- 浅田まみな
- 滝川夢華
- 滝川愛華
- AKIRA
- パステル☆ジョーカー
- 下町ノ夏

## 以前に所属していたタレント
- 相沢のどか
- 平松真実